# Моміджі манджю
Моміджі манджю – різновид манджю та імаґаваякі. Цей кондитерський виріб являє собою гречано-рисовий пиріг у формі японського кленового листка, який є місцевою фірмовою стравою на острові Іцукусіма (Міядзіма) у Хіросімі. Зазвичай як начинку використовують пасту з червоної квасолі.

## Огляд
Моміджі манджю — місцева фірмова страва та сувенір в Іцукусімі, три види Японії. Сьогодні Моміджі манджю відомий на всю країну не лише як сувенір із Міядзіми, а й міяґегасі префектури Хіросіма.
Моміджі манджю був винайдений майстром японських солодощів наприкінці періоду Мейдзі.